# Olophontosia parallelestriga
Olophontosia parallelestriga är en fjärilsart som beskrevs av Rothschild 1915. Olophontosia parallelestriga ingår i släktet Olophontosia och familjen tandspinnare. Inga underarter finns listade i Catalogue of Life.